# Rosslyn-kápolna
A Rosslyn-kápolna (pontosabb nevén Szent Máté kollégiumi kápolna), Roslin (Skócia) közelében áll, a 15. század közepén építettek. William St Clair (a család neve később Sinclairre módosult) alapította. A skót reformációt követően (1571) a római katolikus mise celebrálása tilos volt, így egészen 1862-ig használaton kívül volt, ekkortól használják újra az anglikán rítusnak megfelelően.
A kápolna neve, Rosslyn skót gael nyelvjárásban a következő szavak összetétele:
- Ros: főnév, jelentése tudás;
- Linn: főnév, jelentése generáció;

Így az egyik jelentés a generációk tudása. A Ros szó még  ősi tudást is jelenthet. A Rosslyn név tehát ezt is jelentheti: ősi tudás, melyet generációk kaptak örökül.[forrás?]

## Története
- A kápolna alapítója, William St Clair elhunyt. Halálával együtt az építkezések is leálltak, így a tervezett nagytemplom nem készült el.
- A reformáció hatására 1571-ben a kápolnát bezáratták, oltárait eltávolították.
- A St Clair család 1630-ban a szabadkőműves Skót Nagypáholy élére került, tagjai közül gyakran kerültek ki nagymesterek.
- Sir James Sinclair 1736-ban elrendelte a kápolna felújítását, mely alapítása óta az első kísérlet volt az épület helyreállítására.
- 1862-ben az Anglikán Közösség rítusa szerint újra megnyitották az istentisztelet számára.
- Az 1950-es években javításokat folytattak.
- Dan Brown 2003-ban megjelent regénye, A da Vinci-kód jelentősen megnövelte a látogatók számát.
- 2007 - Újabb, ma is tartó felújítási munkálatok kezdődtek, melyek a kápolna teljes helyreállítását célozzák. Nagy figyelmet fordítanak a történelem során erősen megrongálódott faragványok helyreállításának.

## Építészeti sajátosságok

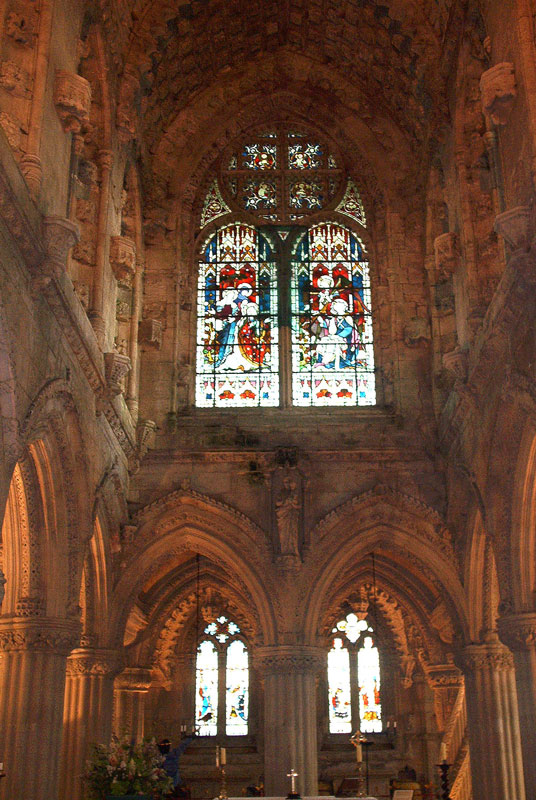
A kápolna belső tere

Az építkezés eredeti terveit nem találták meg, így nem lehet tudni, hogy a jelenlegi felépítése egyezik-e az eredeti tervekkel. Építészeti szempontból Skócia legkiválóbb épületei közé tartozik.
Az építkezés 1456. szeptember 20-án kezdődött. A tervezett keresztalakot nem fejezték be, csak a kápolna és a kórus készült el egészében, a régi kripta fölött. A főhajó és a mellékhajó alapköveit a 19. században találták meg.
Tizennégy oszlop található a kápolnában, melyek tizenkét boltívből álló árkádot alkotnak. A keleti részen egy tizenötödik oszlop hármas boltívet alkot a két utolsóval. A három nevezetes oszlop neve (északról): Mester Oszlop, Napszámos Oszlop és Tanonc Oszlop. Ezek a nevek a késő György-korból származnak, korábban, Gróf, Isten jelenléte és Herceg oszlop (The Earl's Pillar, The Shekinah and the Prince's pillar.) volt a nevük.

### Tanonc Oszlop
Nevét egy 18. századi legenda adja, mely szerint az kőművesmester nem hitt abban, hogy tanonca képes végrehajtani a bonyolult faragó munkát az eredeti minta ismerete nélkül (mely máig ismeretlen). Ám míg a mester távol volt a tanonc elkészítette az oszlop faragását, s a felbőszült mester megölte. Büntetésül az ellenkező oldali falba belevésték arcképét, hogy örök időkig lássa tanonca művét.
Az oszlop felső részén a következő felirat áll: "Forte est vinum fortior est rex fortiores sunt mulieres super omnia vincit veritas" ("Erős a bor, erősebb a király, még erősebb az asszony, ám az igazság legyőzi mindet").

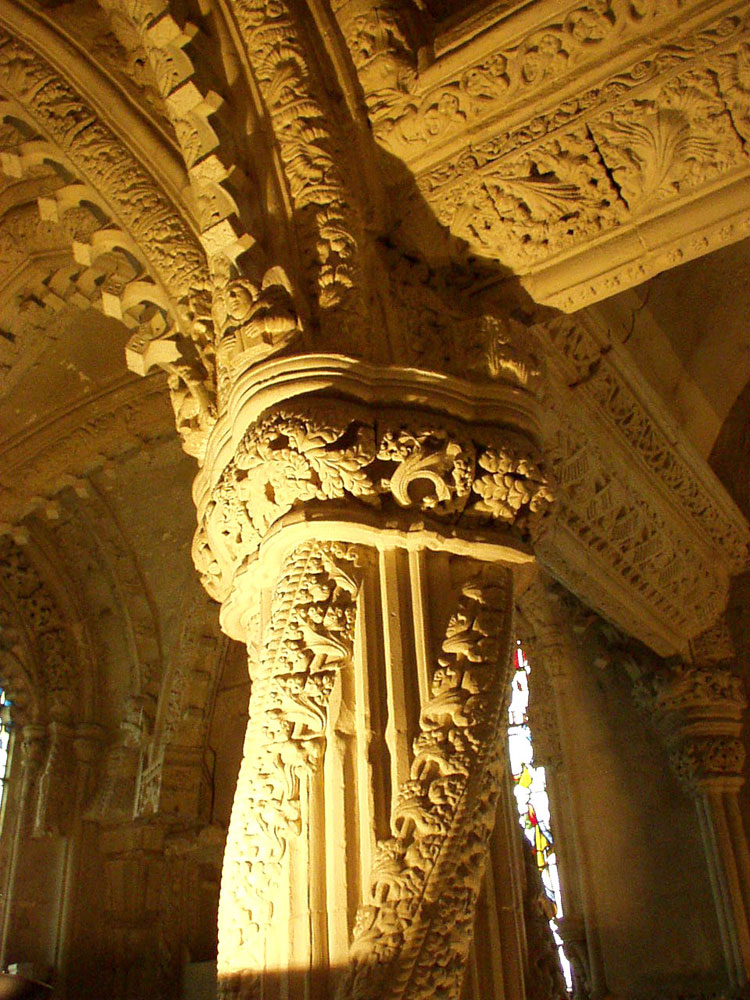
A Tanonc Oszlop

### Kukoricát, aloe verát ábrázoló faragványok

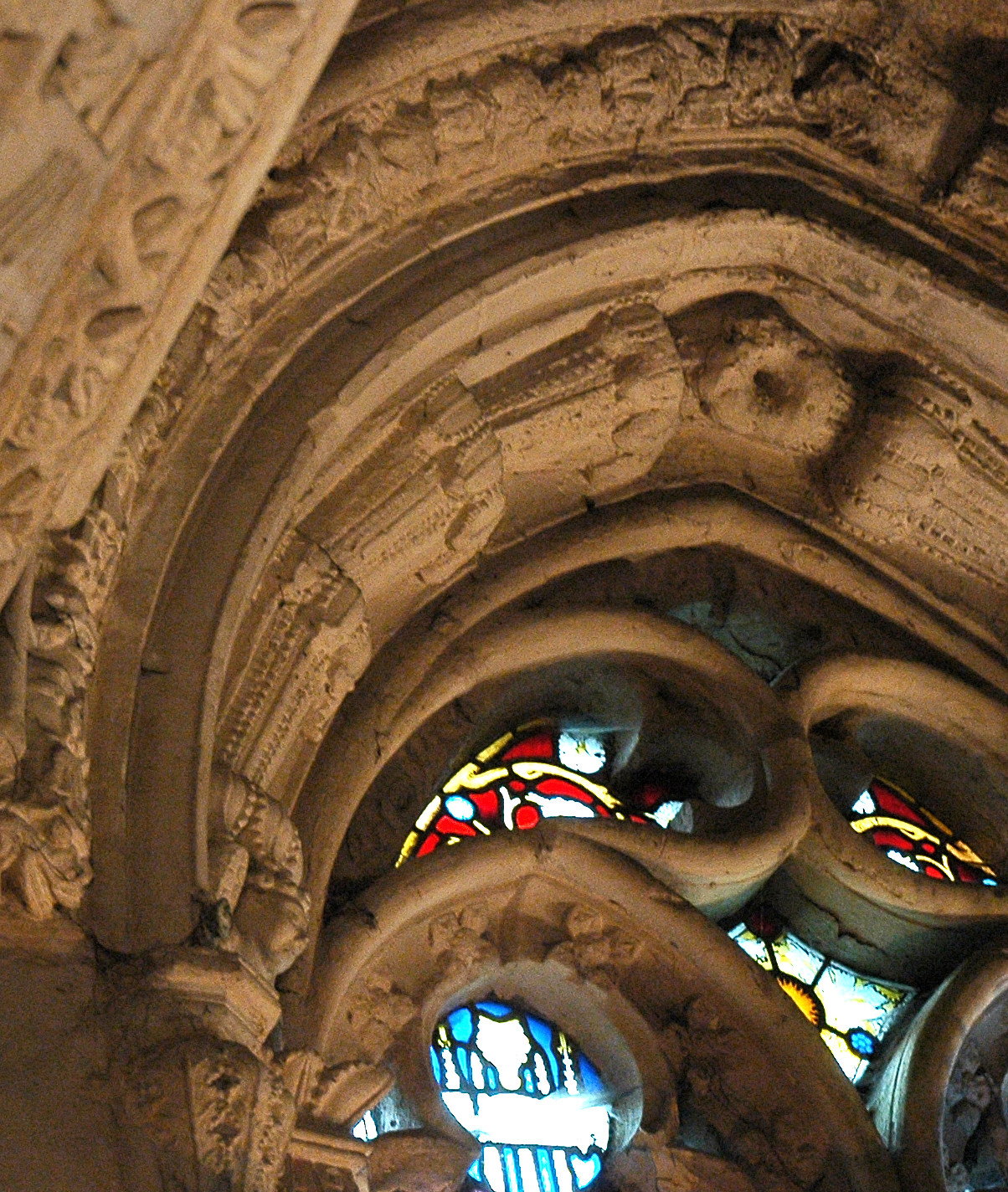
Az egyesek szerint kukoricát ábrázoló faragványok

Az egyik ablak fölötti boltívet olyan faragványok díszítenek, melyek kukoricára hasonlítanak, ám a faragványok erősen megrongálódtak, így lehetetlen bizonyosan megállapítani. Néhány boltívet pedig aloe vera motívumok díszítenek. Mind a két növény Amerikából származik (s jóval a kápolna építése után terjedt el Európában), így felvetődik a kérdés, hogy hogyan kerültek be a kápolna faragványai közé. Egyesek úgy vélik, hogy a templomosok 1307-es bukásukat követően Amerikába menekültek, s a velük kapcsolatban álló William St Clair így ismerte meg ezeket a növényeket. Az elmélet nem nyert bizonyítást, az sem kizárt, hogy a faragványok jóval a felépítés után, valamely felújítás során készültek el.

### Kripta
A kápolna a Sinclair család temetkezési helyéül is szolgált több generáción keresztül, a kripta a kápolna hátsó feléből volt elérhető, ám jelenleg ismeretlen a bejárat helye. 1837-ben az egyik családtag az eredeti kriptába kívánt temetkezni, ám mesteremberei képtelenek voltak megtalálni a bejáratot. Ebből kiindulva több kutató véli úgy, hogy a kripta valójában egy rejtett földalatti termet jelöl, melyben kincsek vannak elrejtve (többféle elgondolás van ezek mibenlétéről: Jézus mumifikált feje, a Szent Grál, a templomosok kincse vagy az eredeti skót koronaékszerek. Ezen elméletek egyikére sem léteznek bizonyítékok.

## A „Rosslyn-titok”
Egyesek a felépítése miatt Salamon templomához (később Heródes temploma) hasonlítják, annak kicsinyített másolatának tartják. A három oszlopból a két elsőt Boáz és Jákin oszlopaival azonosítják, míg a kápolna többi részében Ezékiel próféta látomásának kőbe öntött változatát vélik felfedezni. Ezen jellemzők miatt egyesek úgy vélik, hogy az épület titkos tudást rejt, szerkezete és az alatta elhelyezkedő kripta a templomosok titkos tudását őrzi.
Salamon templomával való hasonlatosságára a következőket szokták felhozni:
- A Jákin és Boáz oszlopok ugyanúgy helyezkednek el, mint az eredetiek a leírás szerint;
- A hármas boltív egy szabadkőműves szertartás, a Szent Királyi Boltív fontos eleme, a szertartás szerint Salamon templomában is megtalálható volt ez a Jákin, Boáz és a Mester Oszlop alkotta hármas boltív;
- A hármas boltív (formája miatt hármas-taunak is nevezik) középpontjában helyezkedik el egy Salamon pecsét (Dávid-csillag, keresztény kontextusban a betlehemi csillag);
- A legenda szerint Salamon templomának romjait a templomosok ásták ki, ám nem tudták, hogyan nézhetett ki az eredeti épület, mindössze a még mindig ép nyugati fal egy részét találták meg, s azt mintázva építették meg a kápolna nyugati falát (egyesek szerint a megtalált maradványokból építették); sokáig úgy gondolták, hogy egy további építkezés befejezetlen maradéka a fal.

A falat megtekintette Dr. Jack Miller geológus is. Erről így ír:
"...Először is a támpillérek a fal mellett csak díszítő funkciót töltenek be. Gyakorlati hasznuk nincs, mert nem a fő súlypontot támasztják alá, és ha hozzá akartak építeni bármit is, az menthetetlenül összeomlott volna.... Egész egyszerűen nem akartak tovább építkezni.... A hátsó köveket szándékosan úgy munkálták meg, hogy a rombolás látszatát keltsék... ezeket direkt így faragták ki."
Philip Davies professzor, a Sheffieldi Egyetem Bibliatudományi Tanszékének munkatársa, szintén látta a kápolnát. A professzor így vall erről:
" Ez az épület egyáltalán nem hasonlít egy keresztény imaházra. Ha rátekintek, az a benyomásom, mintha valamilyen középkori titkot akartak volna itt eltemetni."
A Salamon templomával való hasonlatosságról szkeptikus vélemények is születtek; Mark Oxbrow és Ian Robertson a következőket írja:
"A Rosslyn-kápolna egyáltalán nem hasonlít Salamon vagy Heródes templomára. Ha az épületek alapterveit összehasonlítjuk, láthatjuk, hogy alig van hasonlóság. Mivel a skóciai kápolna kisebb mint az említett ősi templom, megpróbálhatjuk az arányok összevetését is, ám így sem találunk nevezetes hasonlóságot. Ám ha a Rosslyn-kápolna terveit a glasgow-i East Quire terveivel hasonlítjuk össze, észrevehetjük, hogy majdnem azonosak; megegyező számú ablak és oszlop ugyanazon elrendezésben."
Mindkét épület eredeti terveinek és látképének ismerete nélkül lehetetlen egyértelműen eldönteni, hogy a hasonlóság valóban bír-e jelentéssel.

### Templomos kapcsolatok
A Salamon templomával való feltételezett hasonlatossága és néhány faragvány (pl. a kukoricát ábrázoló faragványok) révén több kutatóban és íróban merült fel az ötlet, hogy a kápolna talán a templomosok kincseit rejti. Ezen feltételezések szerint a templomosok a Szentföldön felbecsülhetetlen kincseket (ereklyéket, titkos iratokat) találtak, melyre későbbi hatalmukat alapozhatták, s bukásuk után ebben a kápolnában rejtették el e kincseket.

### Szabadkőműves kapcsolatok
A kápolnában található néhány faragvány, melyről egyesek feltételezik, hogy szabadkőműves szimbólum.
- Az egyik legfontosabb egy bekötött szemű embert ábrázol, amint vezetik valahová; a szabadkőművesség beavató szertartása is hasonló.
- A hármas boltív is bír szabadkőműves szimbolikával egyes vélemények szerint.
- A bukott angyalok fejjel lefele, megkötözve vannak ábrázolva, ezt az ábrázolásmódot is szabadkőművesnek jellemzik egyesek.

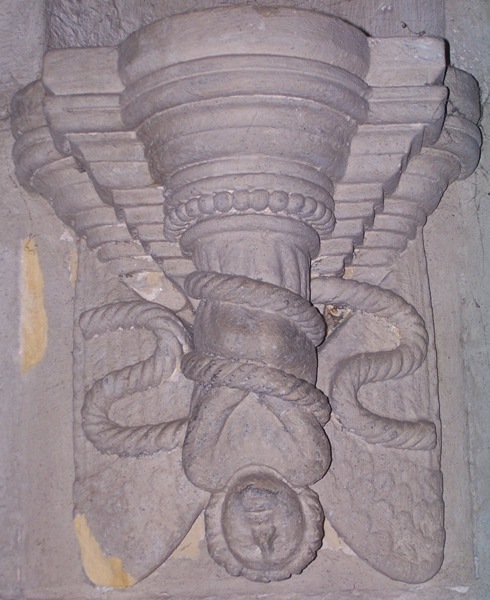
A bukott angyal

Mivel a kápolna a 15. században épült, s a szabadkőművességről csak a 16. század kései évtizedeiből vannak megbízható források, ezért ezt az ellentmondást úgy szabadkőműves kapcsolat hívei úgy oldják fel, hogy ezek a faragványok bizonyára később készültek mint maga a kápolna. Az a feltételezés, hogy az 1860-as években James St Clair-Erskine által elrendelt javítások során készültek egy ismert szabadkőműves mester, David Bryce által, de erre nincs bizonyíték.
A Skót Nagypáholy első nagymestere bizonyos William Sinclair of Roslin (nem azonos az építtetővel) volt, s a Sinclair családból később is kerültek ki magas rangú szabadkőművesek, ezért más elképzelések szerint a kápolna az ő idejükben bővült ki az említett faragásokkal.